# ブリアン・フェラレス
ブリアン・フェラレス・フェルナンデス（Brian Ferrarés Fernández, 2000年3月1日 - ）は、ウルグアイ・モンテビデオ県モンテビデオ出身のサッカー選手。スペイン・セグンダ・ディビシオンB・セルタ・デ・ビーゴB所属。ポジションはDF。

## クラブ経歴
2018年にダヌービオFCのトップチームに昇格。4月7日のCAセロ戦でプロデビュー。2年間でリーグ戦計6試合に出場。2020年1月にセロ・ラルゴFCに移籍。加入後先発に定着し、9月9日のクラブ・プラサ・デ・デポルテス・コロニア戦では、プロ初ゴールを決めた。
2020年10月7日、セルタ・デ・ビーゴのBチームへの1年間のローン移籍が発表された。

## 代表歴
2017年にチリで開催された南米U-17選手権に、U-17ウルグアイ代表で出場した。